# トマホーク

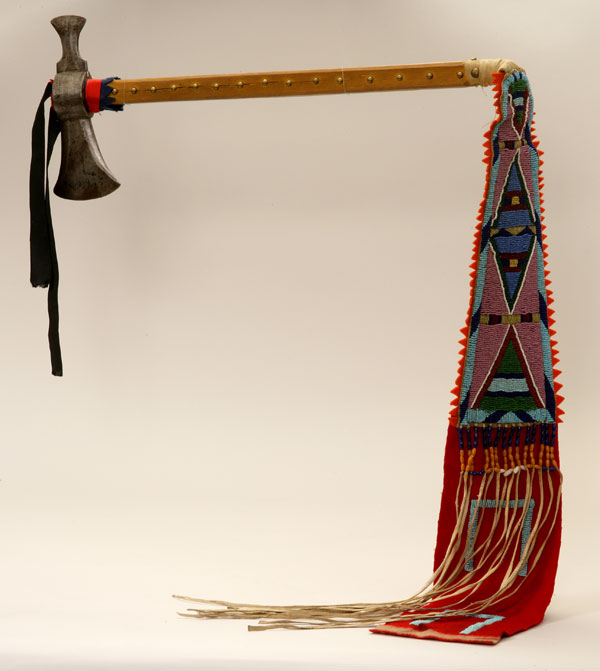
ネ・ペルセ族のトマホーク

トマホーク (英語: tomahawk、アベナキ語：alni-temahigan、デラウェア語：tëmahikàn) は、北アメリカのインディアンが使う斧。北米大陸への入植・開発のために白人がヨーロッパから大量輸入した斧を現地の入植者やネイティブアメリカンが改良したもの。
「軍用トマホーク」など上記の斧が改良されたものや別の流れでもそれに類似するものは「トマホーク」と呼ばれることがある。
斧に限ったことではないが、一般的に破壊力がある道具は武器として応用される事があり、斧が武器として扱われる場合は戦斧と呼ぶ。

## 概要

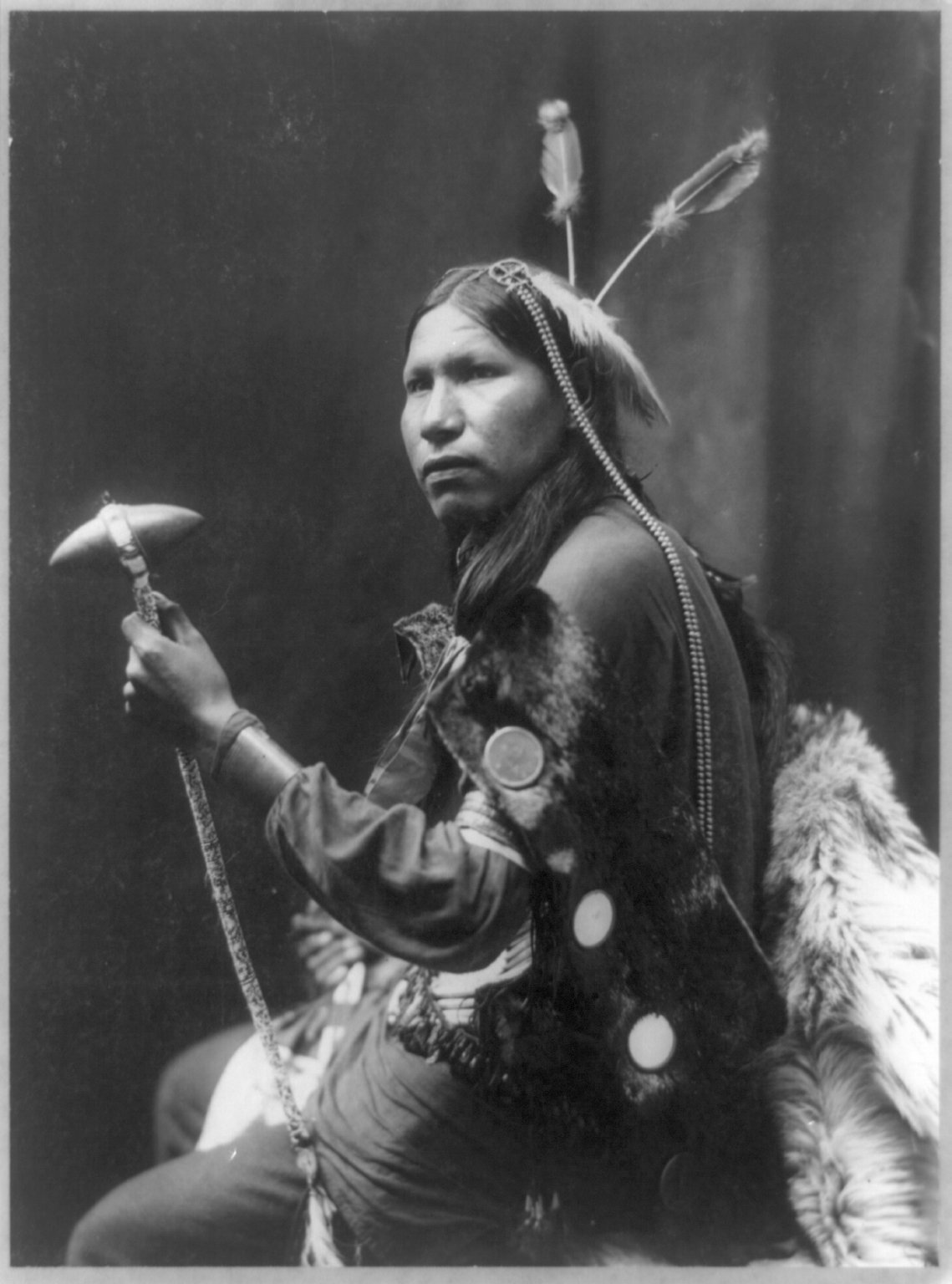
トマホークを持つインディアン “Afraid of Hawk”

トマホークはネイティブアメリカンのアルゴンキアン語 (Algonquian languages) で「切るための道具」を意味する、tamahakan（）が語源で、日常工具や戦闘に使われた投擲も可能な片手斧である。柄が喫煙用のパイプになっているトマホークもある。投擲距離は5メートルから20メートル。
原則として柄は木製である。柄の長さは30-50センチメートル程度。鉄器を使用するヨーロッパ文明との接触以降、斧は鉄製となり、以前はそれとよく似た石斧や棍棒「ガンストッククラブ」を用いていた。現在は木の柄に斧と鎚になる金属部品を付けた物を「インディアントマホーク」として通信販売しているウェブサイトもある。

## 軍用トマホーク

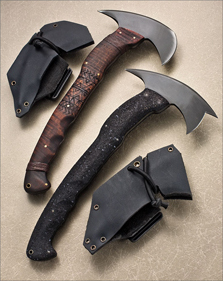
R&D Hawk by Sayoc-Winkler Knives 2

ネイティブ・アメリカンから白兵戦を学んだ白人もよくトマホークを用いており、ピーター・ラガーナが新しいトマホークを開発した。近代もスチール製の多目的トマホークが民間工房から供給されており、森林戦の多いベトナム戦争などで使用された。アメリカ陸軍は、柄が強化プラスチック製の合成素材で作られたトマホークを正式採用し、イラク戦争から使用し続けている。
斧は、ナイフより殺傷力が高く多目的に使えるので、携行する道具の量を減らし、より機敏に活動できるという主張がある。アメリカ、トマホーク社の “VTAC”(Vietnam Tactical Tomahawk) は、アフガニスタンで使用され、CQCの武器としてだけでなく非爆発性物質の破壊・障害物除去・扉の破壊開閉・IED除去などに用いられている。